# Urleben
Urleben is een gemeente in de Duitse deelstaat Thüringen, en maakt deel uit van de Unstrut-Hainich-Kreis.
Urleben telt 399 inwoners.